# Палістін
Палістін (Валістін) — стародавня держава на Близькому Сході, яка напочатку XII ст. до н. е. прийшла на зміну державі Амурру. У IX ст. до н. е. розпалася на декілько держав.

## Історія
У XIII ст. «народи моря» почали все активніше просуватися на Близький Схід, атакуючи області Аласію, Коде, Ханаан. Близько 1210 року до н. е. ці племена, основу яких становили пелесет (сюди також входили племена тьеккер, дануна, шакалуша і вашаша), знищили царство Амурру. Після чого продовжили рух на північ — до Хами, Алеппо і Каркемиша. Інша група виступила на південь, де стикнулося з армією фараона Рамсеса III.
Зрештою, напочтаку XII ст. до н. е. утворили власну державу на колишніх землях Амурру. Держави, від Каркемиша до Хамату, сплачували данину. Близько 1178 року до н.е було знищено місто-державу Кадеш. Частина пелесет отаборилася в районі Гази, де утворила міста-держави.
В подальшому війська Палістін підкорили Угаріт, Мукіш, Арпад встановили зверхність на Каркемішом. Водночас одне з племен (дануна) рушило на північний захід, де, на території сучасної кілікії, утворило власну державу.

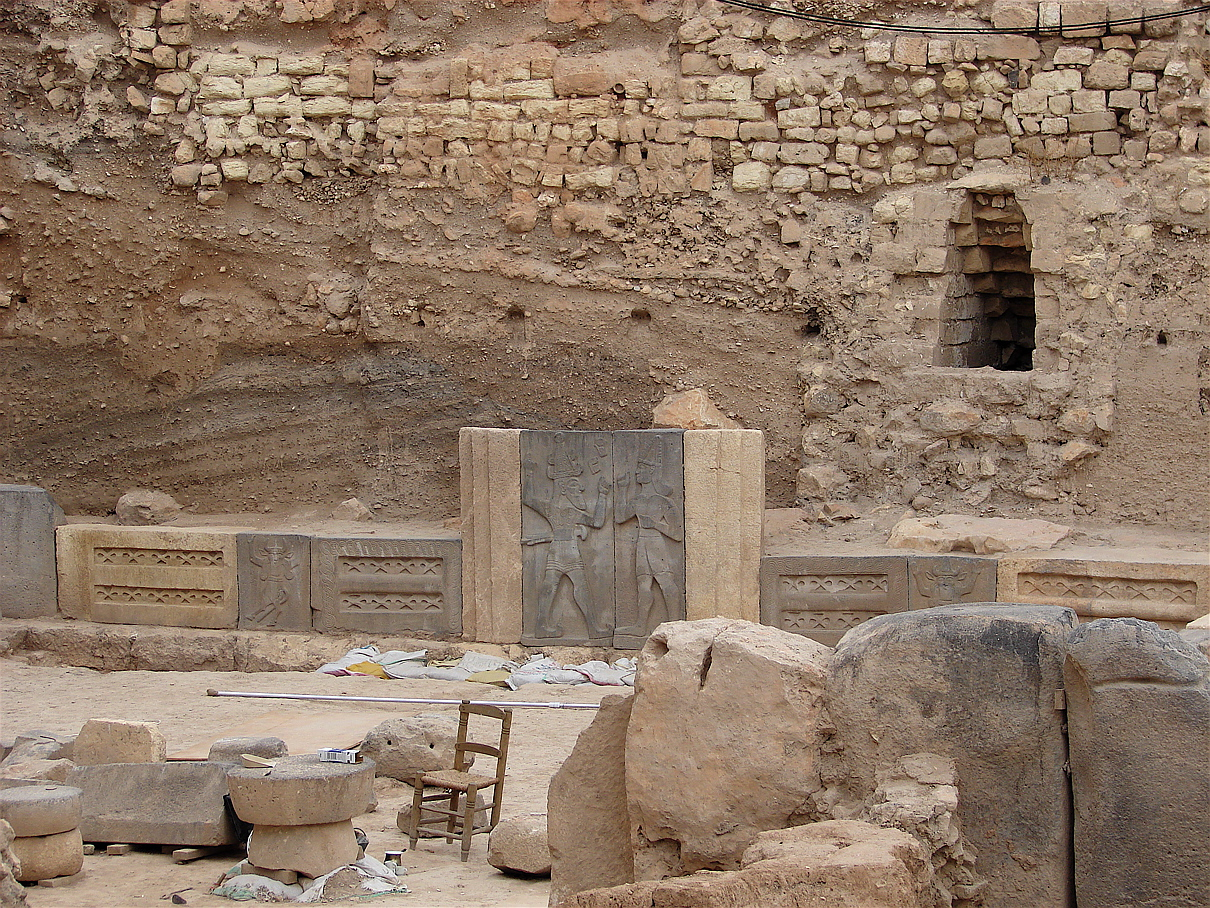
Рельєфне зображення короля Таїти (права сторона центральної панелі), храм Хадад, цитадель Алеппо

Найбільшого піднесення Палістін досягла в XI ст. до н. е. за часи панування царя Тайти. В цей час територія охоплювала землі від Алеппо на півночі до Хамата, або навіть Мегіддо, на півдні. 
Оскільки все ще ведуть дослідження цієї держави, то замало відомостей про державний устрій та, власне, історію. Відомо про окремі події. У X ст. до н.е. царі Манана і Суппілуліума вели війни проти царства Дануна. Напочатку IX ст. до н. е. Палістін розпалася на царства Патін, Біт-Аґуші і Хамат.

## Дослідження
У 2003 році німецький археолог К. Кольмейер відкрив, під час розкопок храму Адада в цитаделі Алеппо (Сирія), дві статуї (бога і царя), де згадується цар Тайта. Фрагмент іншого напису згадує місто Каркемиш. Написи з Алеппо датуються палеографічно приблизно XI століттям до н. е. 
Завдяки уточненню читання знака L319 (TA4 = la / i) Е.Рікен і І. Якубович в 2010 році дослідник Дж. Д. Хокінс прочитав назву царства як Палістін.